# Chiến dịch Opera
Về chiến dịch Chiến tranh Nam Tư xem Chiến dịch Opera Orientalis.
Chiến dịch Opera (tiếng Hebrew: מבצע אופרה, Mivtza Opera, cũng được gọi là Chiến dịch Babylon và Chiến dịch Ofra) là một cuộc không kích bất ngờ năm 1981 của Israel phá hủy lò phản ứng hạt nhân của Iraq đang được xây dựng tại Osirak (Tiếng Pháp: Osirak; Iraqi: Tammuz 1).
Hồi cuối thập niên 1970, Iraq đã mua một lò phản ứng hạt nhân "lớp Osiris" của Pháp. Tình báo quân sự Israel cho rằng lò phản ứng này có mục đích sản xuất plutonium cho chương trình vũ khí hạt nhân của Iraq. Tình báo Israel cũng tin rằng mùa hè năm 1981 sẽ là cơ hội cuối cùng để phá hủy lò phản ứng trước khi nó được lắp đặt các thanh nhiên liệu hạt nhân.
Ngày 7 tháng 6 năm 1981, một chiếc máy bay chiến đấu F-16A của Không quân Israel, với sự hộ tống của những chiếc F-15A, đã ném bom và phá hủy nặng nề lò phản ứng Osirak.

## Chương trình hạt nhân của Iraq
Iraq đã thành lập một chương trình hạt nhân trong thập niên 1960, và tới giữa thập niên 1970 tìm cách mở rộng nó thông qua việc mua một lò phản ứng hạt nhân. Sau khi không thể thuyết phục chính phủ Pháp bán cho họ một lò phản ứng hạt nhân gas-graphite sản xuất-plutonium và nhà máy xử lý, và cũng không thể thuyết phục chính phủ Italia bán cho họ một lò phản ứng Cirene, Chính phủ Iraq đã thuyết phục được Chính phủ Pháp bán cho họ một lò phản ứng hạt nhân nghiên cứu lớp Osiris và các phòng thí nghiệm kèm theo.
Việc xây dựng một lò phản ứng hạt nhân nước nhẹ 40-megawatt bắt đầu năm 1979 tại Trung tâm Hạt nhân Al Tuwaitha gần Baghdad. Lò phản ứng hạt nhân được phía Pháp gọi là Osirak (Osiraq), tên theo tiếng Iraq của lớp lò phản ứng này. Cái tên của Iraq cho lò phản ứng là Tammuz 1 theo tên tháng trong lịch Ả Rập khi Đảng Baath lên nắm quyền năm 1968.

Các bên tuyên bố rằng mục đích duy nhất của các lò phản ứng hạt nhân của Iraq là nghiên cứu khoa học. Những thoả thuận giữa Pháp và Iraq loại trừ việc sử dụng quân sự. Các nhà quan sát cho rằng Iraq không có khả năng phát triển các vũ khí hạt nhân. Tổng giám đốc IAEA xác nhận rằng những cuộc thanh tra các lò phản ứng hạt nhân nghiên cứu gần Baghdad cho thấy không có điều gì không tương thích với các thoả thuận. Tuy nhiên nhiều người không tin điều đó; ví dụ, cơ quan tình báo tư nhân Hoa Kỳ Stratfor, lưu ý có nhiều sự ước định rằng lò phản ứng hầu như có khả năng sản xuất plutonium ở mức độ đủ sản xuất vũ khí. Tuy nhiên, giáo sư vật lý Đại học Harvard Richard Wilson đã bình luận trên The Atlantic: 

lò phản ứng Osirak bị Israel ném bom tháng 6 năm 1981 đã được kỹ sư Pháp Yves Girard thiết kế một cách không phù hợp rõ ràng cho việc chế tạo bom. Điều này là hiển nhiên với tôi trong chuyến thăm năm 1982.
 Elsewhere Wilson has đã nói rằng 

Nhiều người cho rằng việc ném bom lò phản ứng Osirak của Iraq đã làm chậm trễ chương trình bom hạt nhân của nước này. Nhưng chương trình hạt nhân của Iraq trước năm 1981 là hoà bình, và lò phản ứng hạt nhân Osirak không chỉ không thích hợp cho việc chế tạo bom mà còn được giữ dưới rất nhiều điều luật.

Dan Reiter đã ước tính rằng vụ tấn công vào lò phản ứng của Iraq đã thúc đẩy thêm chương trình vũ khí hạt nhân của nước này, và nhiều quan điểm tương tự đã được Dr. Imad Khadduri, một nhà khoa học hạt nhân Iraq đưa ra.
Những tuyên bố này bị tranh cãi bởi nhiều người cảm thấy rằng Saddam rõ ràng tái tập trung vào nỗ lực vũ khí hạt nhân của mình khi phát triển uranium được làm giàu ở mức độ cao sau cuộc tấn công. Sự quan tâm của Iraq trong việc có được plutonium để làm nhiên liệu cho các loại vũ khí vẫn tiếp tục, nhưng ở một mức độ ưu tiên thấp hơn.

## Lên kế hoạch Chiến dịch
Khoảng cách giữa các căn cứ quân sự Israel và địa điểm lò phản ứng khá lớn—hơn 1600 km (1000 dặm), đồng nghĩa với việc các lực lượng quân sự sẽ hoạt động mà không có khả năng hỗ trợ hậu cần dễ dàng, và sẽ phải vượt qua lãnh thổ Jordan và Saudi. Ngoài ra, tình báo Israel không thể đảm bảo tính chính xác của tin tức về tình trạng phòng vệ phía Iraq.
Sau nhiều tranh cãi, cuối củng quân đội Israel kết luận rằng một phi đội F-16A với nhiều nhiên liệu và vũ khí, với một nhóm F-15A bảo vệ và hỗ trợ, có thể thực hiện một cuộc tấn công vào lò phản ứng mà không cần tái nạp nhiên liệu.
Quân đội Israel cũng quyết định rằng điều mấu chốt là phải phá hủy lò phản ứng trước khi nó được lắp đặt những thanh nhiên liệu hạt nhân, để giảm thiểu những hiệu ứng của việc phá hủy nó với dân thường. Nhiều nhà khoa học châu Âu đang làm việc ở lò phản ứng, và Israel quyết định tấn công vào Chủ nhật, khi hầu hết các nhà khoa học đang nghỉ.
Có tin tình báo rằng các thanh nhiên liệu đang được dự định chở từ Pháp tới Iraq, nội các Israel - khi ấy dưới sự lãnh đạo của Menachem Begin — đã cho phép thực hiện chiến dịch.

## Cuộc không kích

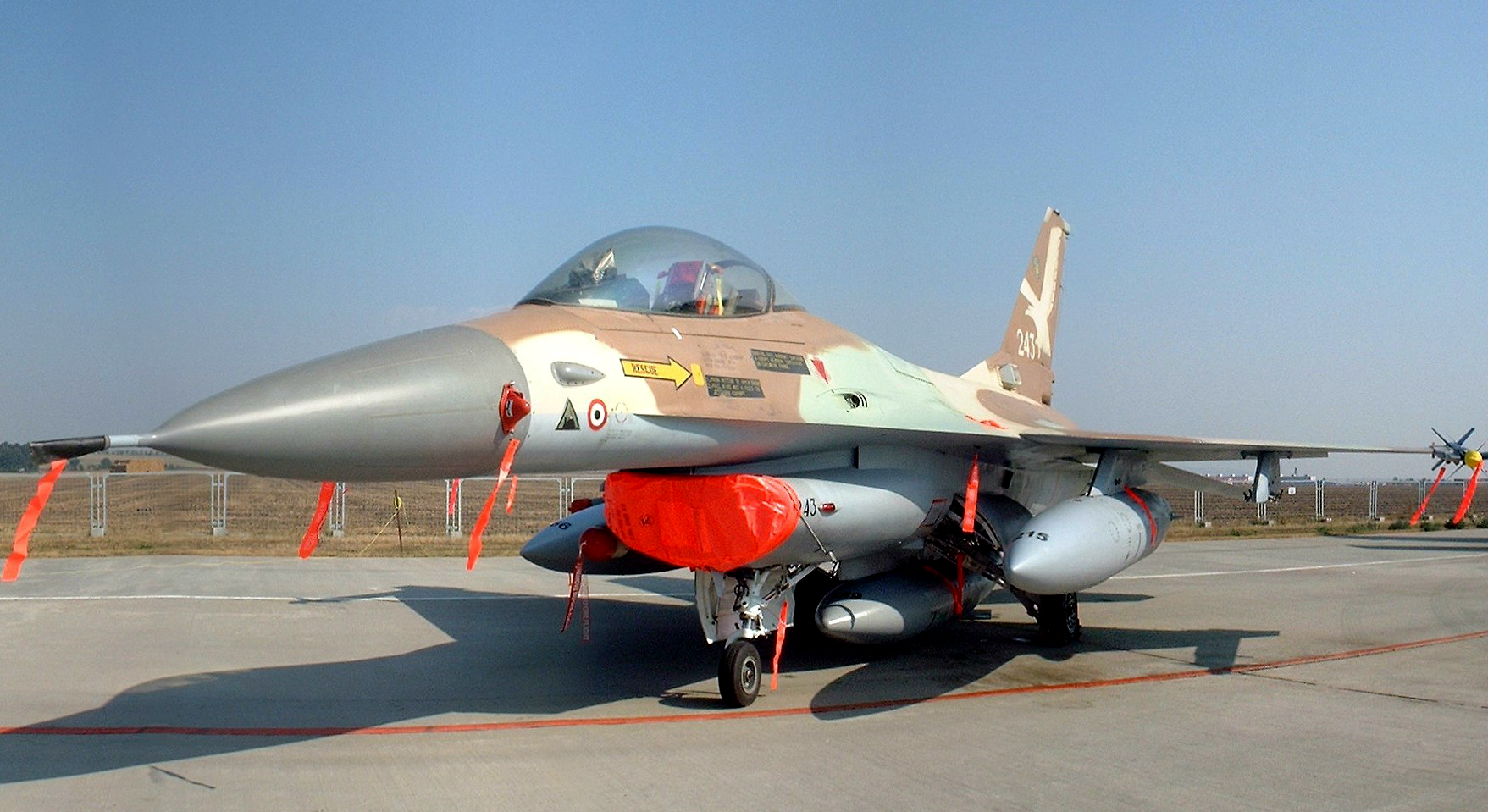
Chiếc F-16A Netz 243 của Không quân Israel, do Đại tá Ilan Ramon điều khiển trong Chiến dịch Opera.

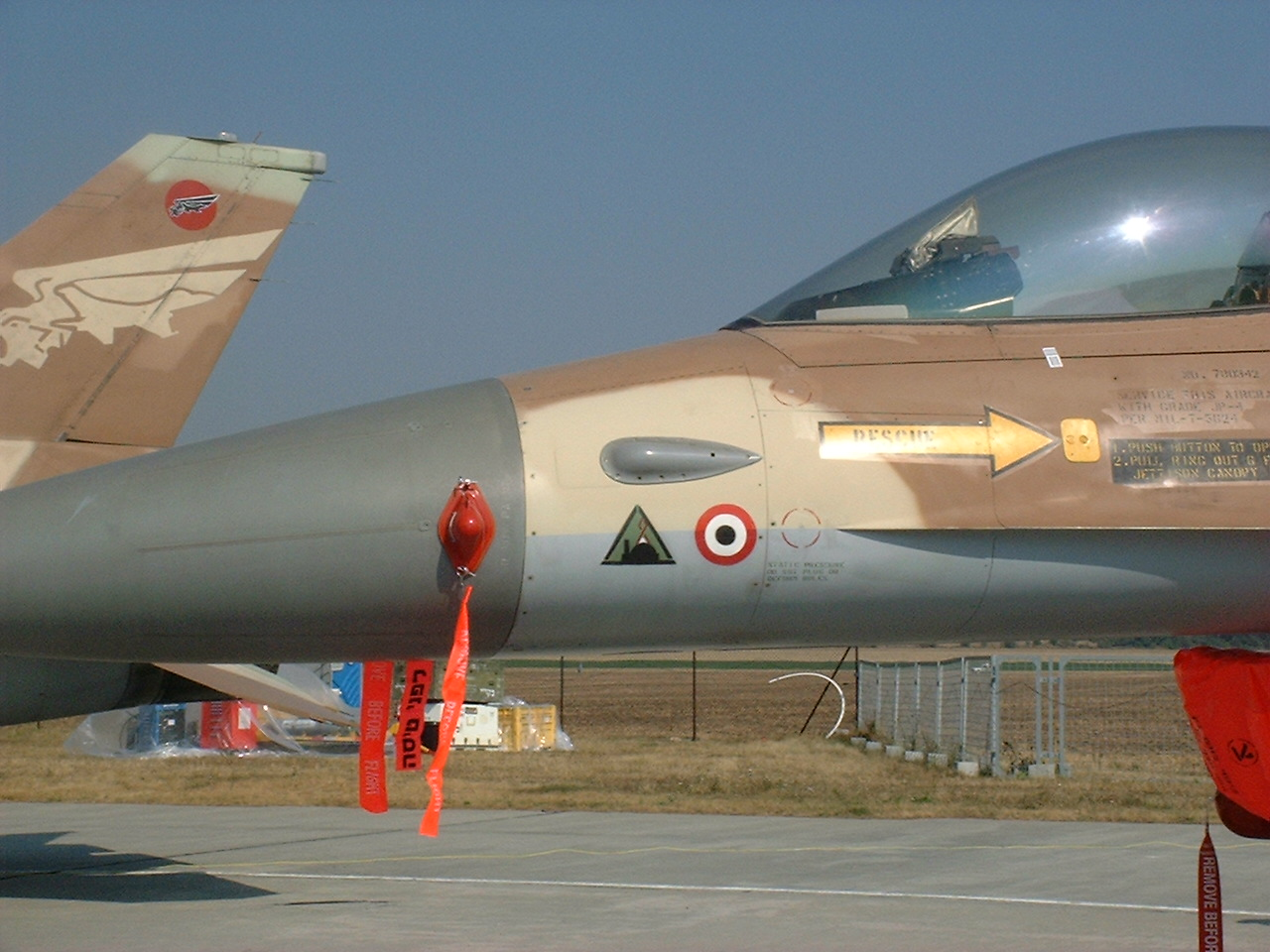
Mũi chiếc F-16A cho Ilan Ramon lái trong Chiến dịch Opera, có một biểu tượng hình tam giác của cuộc tấn công.

Chiến dịch Opera được lên kế hoạch kỹ lưỡng vào ngày Chủ nhật để giảm thiểu thiệt hại nhân mạng với các công nhân nước ngoài và vụ tấn công được dự định vào cuối buổi chiều để Đội Cứu hộ và Giải cứu Chiến đấu Israel (CSAR) có cả đêm để cứu hộ cho các phi công Israel bị bắn rơi.
Một phi đội 8 chiếc F-16A 107, 113, 118, 129 của Không quân Israel, thuộc phi đội số 117 và 239, 240, 243 và 249 thuộc Phi đội số 110, mỗi chiếc trang bị hai quả bom nổ chậm không điều khiển Mark-84 2,000-pound và các bình nhiên liệu phụ được lập ra. Một phi đội 6 chiếc F-15A cũng được phái đi thực hiện chiến dịch để hỗ trợ những chiếc F-16A. Ilan Ramon, một phi công F-16A người sẽ trở thành nhà du hành vũ trụ đầu tiên của Israel và thiệt mạng trong thảm hoạ Tàu con thoi Columbia năm 2003, là người trẻ tuổi nhất tham gia chiến dịch. Khi ấy ông còn hai tuần nữa là tới 27 tuổi.
Ngày 7 tháng 6 năm 1981 lúc 15:55 giờ địa phương (12:55 GMT) kế hoạch bắt đầu được thực hiện. Lực lượng tấn công rời Căn cứ Không quân Etzion, bay ở độ cao 800 feet qua không phận Jordan và Saudi.
Ở khoảng cách 1,000 km, chiến dịch gặp rắc rối với các thùng nhiên liệu phụ của những chiếc F-16A. Những chiếc máy bay được chất tải quá nặng khiến các bình nhiên liệu phụ (hai thùng 1,400 l dưới cánh và một thùng 1,100 l dưới bụng) cạn khi lực lượng tấn công vẫn trên đường tới lò phản ứng Osirak. Những thùng nhiên liệu phụ này được vứt bỏ trên sa mạc Saudi trước khi phi đội tới mục tiêu.
Ngay khi tới không phận Iraq phi đội tác ra, với hai chiếc F-15 hình thành đội hình hộ tống gần cho phi đội F-16, và những chiếc F-15 còn lại tản ra trong không phận Iraq theo chiến thuật sẵn sàng hỗ trợ. Phi đội tấn công hạ xuống độ cao 30 m trên sa mạc Iraq, tìm cách bay dưới tầm radar của các lực lượng phòng vệ Iraq.
Lúc 18:35 giờ địa phương (14:35 GMT), 20 km từ khu phức hợp lò phản ứng hạt nhân Osirak, đội hình F-16 hạ xuống 2,100 m và bổ nhào ở góc 35-độ với vận tốc 1,100 km/h, nhắm thẳng vào lò phản ứng. Ở độ cao 1,100 m, những chiếc F-16 bắt đầu ném từng cặp bom Mark 84, cách quãng 5 giây. Theo các báo cáo của Israel, tất cả 16 quả bom đều trúng vào khu phức hợp, dù hai quả được báo cáo là không nổ. Các lực lượng phòng không bắt đầu nổ súng vào phi đội khi họ lên tới độ cao 12.200 m và bắt đầu quay trở về Israel.
Theo các báo cáo của Israel các lực lượng quốc phòng Iraq không kịp bảo vệ và phản ứng quá chậm. Dù với bất kỳ lý do nào, các lực lượng phòng không của cơ sở này đã không thể làm hư hại bất kỳ chiếc máy bay tấn công nào. Dù có những lo ngại về những chiếc máy bay đánh chặn của Iraq, phi đội không gặp sự tấn công nào và quay về không phận Israel.

## Phản ứng chính trị quốc tế
Hành động của Israel đã bị cộng đồng quốc tế lên án. Đại hội đồng Liên hiệp quốc đã thông qua Nghị quyết số 36/27 ngày 13 tháng 11 năm 1981 gọi cuộc ném bom là một hành động gây hấn có kế hoạch và chưa từng xảy ra, và yêu cầu Israel bồi thường lập tức và thoả đáng với những thiệt hại vật chất và nhân mạng mà họ gây ra. Nghị quyết cũng nghiêm khắc cảnh báo Israel phải kiềm chế trong những hành động tương lai.
Tranh cãi trước sự thông qua nghị quyết của Liên hiệp quốc phản ánh sự khác biệt trong quan điểm của các quốc gia về các vấn đề như giải trừ hạt nhân trong vùng và tính chính đáng và pháp lý của các hành động của Israel. Một số quốc gia thể hiện rằng họ ủng hộ quyền của các quốc gia được sử dụng năng lượng hạt nhân cho các mục đích hoà bình nhưng rằng họ mạnh mẽ phản đối sự bí mật phát triển các loại vũ khí hạt nhân của Israel. Một số quốc gia như Syria yêu cầu không chỉ lên án chủ nghĩa khủng bố của Israel chống lại người Ả Rập, mà cả Hoa Kỳ vì liên minh của họ với Israel.
Đại diện của Pháp nói rằng mục đích duy nhất của lò phản ứng là nghiên cứu khoa học. Những thoả thuận giữa Pháp và Iraq loại trừ việc sử dụng vào mục đích quân sự. Anh Quốc giải thích rằng Iraq không có khả năng phát triển vũ khí hạt nhân. Tổng giám đốc IAEA xác nhận rằng những cuộc thanh tra những lò phản ứng hạt nhân gần Baghdad cho thấy không có sự vi phạm nào vào các thoả thuận.
Hầu hết các nhà quan sát bác bỏ lý lẽ của Israel rằng họ hành động để tự vệ. Có sự giải thích rằng Hiến chương Liên hiệp quốc không trao bất kỳ quyền nào cho việc hành động ngăn chặn. Một số người giải thích cuộc tấn công là cuộc tấn công vào chính IAEA. Có tranh cãi cho rằng Hiến chương Liên hiệp quốc hạn chế quyền phòng vệ chỉ trong trường hợp một cuộc tấn công vũ trang. Một số quốc gia kêu gọi áp đặt các lệnh trừng phạt chống Israel theo Chương VII của Hiến chương Liên hiệp quốc.
Ngoài ra Hội đồng Bảo an Liên hiệp quốc mạnh mẽ lên án vụ tấn công như một sự vi phạm rõ ràng vào Hiến chương và cho rằng Iraq có quyền đòi hòi bồi thường thích đáng cho những thiệt hại của họ. Nghị quyết còn kêu gọi Israel đặt các cơ sở hạt nhân của mình dưới sự giám sát của IAEA. Hoa Kỳ ủng hộ nghị quyết này vì nó lên án hành động chứ không phải quốc gia gây ra hành động. Phản ứng của họ là, tạm thời, đình hoãn việc cung cấp các máy bay đã được hứa hẹn cho Israel. Một số quốc gia không hài lòng với nghị quyết của Hội đồng Bảo an bởi nó không bao gồm các biện pháp trừng phạt. Có gợi ý rằng Hội đồng Bảo an nên đưa ra các biện pháp trừng phạt chống lại Israel.
Từ thời gian đó, đặc biệt sau cuộc Chiến tranh Vùng Vịnh lần thứ nhất, nhiều chính trị gia Hoa Kỳ đã bày tỏ ủng hộ với chiến dịch. Những người tin rằng Iraq đang theo đuổi các loại vũ khí hạt nhân trong thập niên 1980 coi Chiến dịch Opera là hành động cần thiết, thậm chí nếu nó bị coi là một sự vi phạm rõ ràng vào luật pháp quốc tế bởi Hội đồng Bảo an Liên hiệp quốc. Một số học giả về pháp lý tin rằng hành động không vi phạm luật pháp quốc tế bởi nó tuân theo quy luật tự phòng vệ trước. Ngoài ra, ở thời điểm vụ tấn công, Iraq vẫn đang trong tình trạng tuyên chiến với Israel.

### Phản ứng ngoại giao

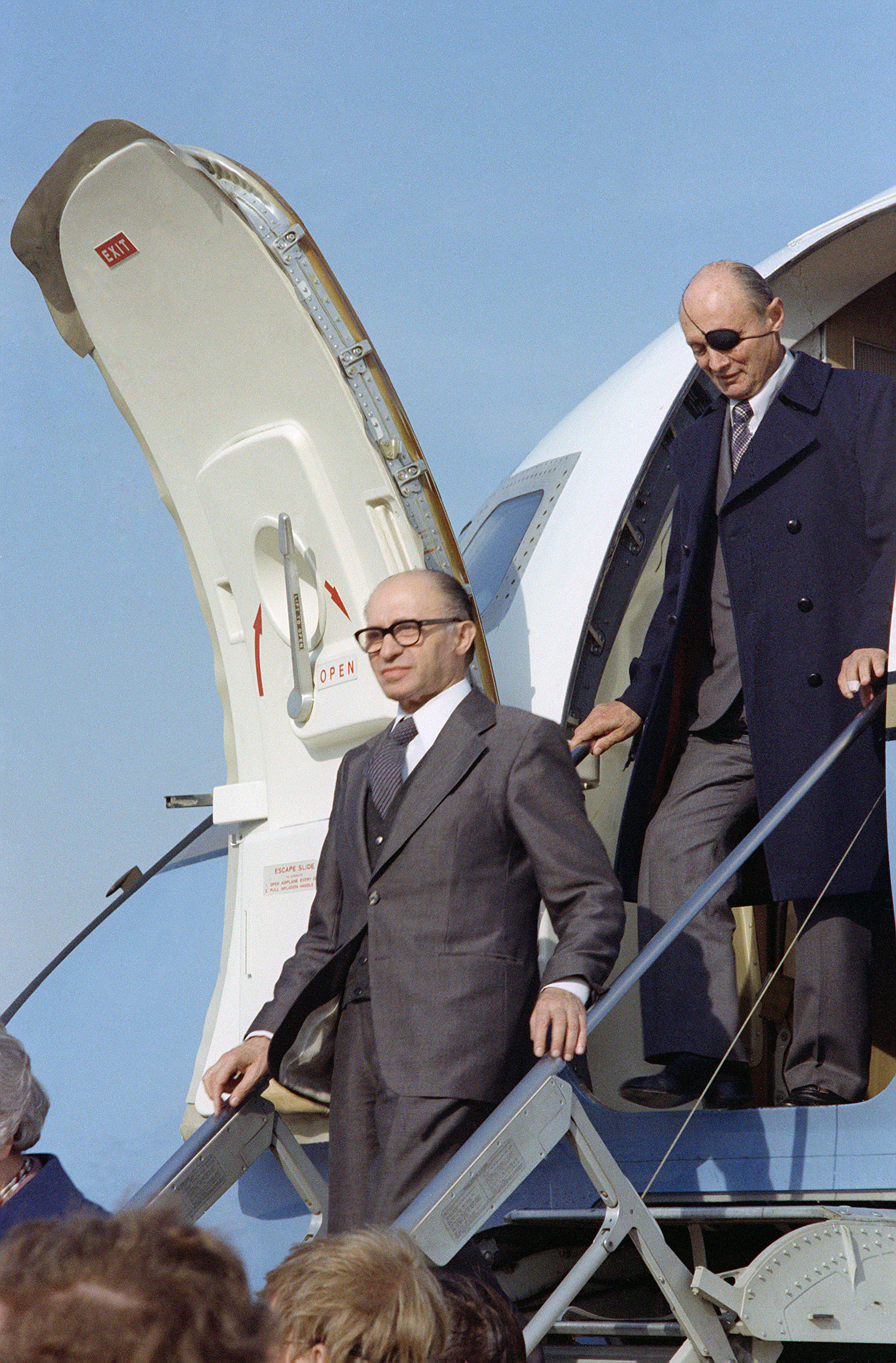
Menachem Begin, Thủ tướng Israel và là người chịu trách nhiệm chiến dịch, xuống máy bay khi tới Hoa Kỳ, với sự hộ tống của Ngoại trưởng Israel Moshe Dayan.

Israel biết sự tồn tại của chương trình lò phản ứng trong nhiệm kỳ đầu tiên của Yitzhak Rabin, và coi việc Iraq sở hữu lò phản ứng hạt nhân, với khả năng nó có thể được dùng để chế tạo vũ khí hạt nhân, là một mối đe doạ trực tiếp.
Iraq cho rằng họ chỉ quan tâm tới năng lượng hạt nhân một cách hoà bình, và ở thời điểm đó Iraq có tham gia Hiệp ước Không Phổ biến Vũ khí Hạt nhân (NPT), đặt các lò phản ứng hạt nhân của mình dưới sự giám sát của Cơ quan Năng lượng Nguyên tử Quốc tế (IAEA). Tuy nhiên, chương trình giám sát của IAEA không được mọi người nói chung coi là đủ để đảm bảo rằng việc nghiên cứu vũ khí không diễn ra.
Ngoại trưởng Israel Moshe Dayan đã thực hiện các cuộc đàm phán ngoại giao với Pháp, Italia —Israel cho rằng một số công ty Italia đã hoạt động như những nhà cung cấp và những nhà thầu phụ - và Hoa Kỳ về vấn đề này, nhưng không thể có được sự đảm bảo rằng chương trình lò phản ứng có thể bị ngăn chặn, và không có khả năng thuyết phục các chính phủ Pháp của Valéry Giscard d'Estaing và François Mitterrand ngừng giúp đỡ chương trình hạt nhân của Iraq.

## Hậu quả
Chiến dịch đã hoàn thành nhiều mục tiêu của Israel. Khu phức hợp lò phản ứng bị hư hại nặng nề, đúng theo kế hoạch. Mười binh sĩ Iraq và một nhà nghiên cứu dân sự Pháp thiệt mạng trong vụ tấn công. Từ đó đã có một số nhà bình luận đề xuất rằng nhà nghiên cứu người Pháp Damien Chaussepied là một điệp viên của Mossad và chịu trách nhiệm đặt một số dấu hiệu chỉ đường tại địa điểm để các máy bay tấn công, dù không có bằng chứng cho điều này.
Israel nói rằng những thiệt hại nhân mạng chủ yếu do đạn phòng không lạc của các lực lượng phòng vệ Iraq, chứ không phải từ vụ ném bom. Không một máy bay nào của Israel bị hư hại bởi các lực lượng Iraq. Dù gần như đã cạn kiệt nhiên liệu, tất cả 14 chiếc máy bay đều quay về được lãnh thổ Israel và hạ cánh an toàn.
Iraq nói họ sẽ xây dựng lại cơ sở, và Pháp đã đồng ý, trên nguyên tắc, giúp đỡ việc tái thiết. Tuy nhiên, năm 1984, Pháp rút khỏi dự án. Theo giáo sư Louis Rene Beres, cuộc tấn công của Israel vào lò phản ứng đã ngăn cản Iraq sử dụng vũ khí phóng xạ trong cuộc Chiến tranh Vùng Vịnh lần thứ nhất.
Một số nhà nghiên cứu người Iraq nói rằng chương trình hạt nhân của Iraq đơn giản được tiến hành bí mật, đa dạng hoá và mở rộng. Những nỗ lực của Iraq nhằm tạo ra một lò phàn ứng hạt nhân có khả năng sản xuất plutonium ước tính ở mức độ có thể chế tạo một vũ khí cấp 1 pound plutonium mỗi năm, hay một quả bom sau xấp xỉ 10 tới 11 tháng dường như ít được ưu tiên trong chương trình mới này.
Cơ sở hạt nhân Osirak vẫn ở tình trạng hư hại cho tới cuối cuộc Chiến tranh Vùng Vịnh, khi một loạt các cuộc không kích kéo dài của Hoa Kỳ phá hủy hoàn toàn nơi này. Về mặt chính trị, chiến dịch mang lại kết quả khả quan cho Đảng Likud cầm quyền dưới sự lãnh đạo của Begin và họ tiếp tục cầm quyền sau chiến thắng lớn trong cuộc bầu cử ba tháng sau đó.

## Thông tin thêm

### Xuất bản
- Timothy L. H. McCormack, Self-Defense in International Law: The Israeli Raid on the Iraqi Nuclear Reactor, ISBN 978-0-312-16279-5
- Rodger Claire, Raid on the Sun: Inside Israel's Secret Campaign that Denied Saddam the Bomb, ISBN 978-0-7679-1400-0
- Judy Ellen Sund, Amos Perlmutter Two Minutes Over Baghdad, ISBN 978-0-7146-8347-8
- Clinton Dan McKinnon, Dan McKinnon, Bullseye One Reactor, ISBN 978-0-941437-07-3
- Jacques Derogy and Hesi Carmel, Israel ultra-secret, Paris, Robert Laffont, 1989
- Victor Ostrovsky and Claire Hoy, Mossad, un agent des services secrets israeliens parle, 1990 (English original: By Way of Deception. The Making and Unmaking of a Mossad Officer, St. Martin's Press, 1990.)